# Chezelle
Chezelle – miejscowość i gmina we Francji, w regionie Owernia-Rodan-Alpy, w departamencie Allier.

## Demografia
Według danych na rok 1990 gminę zamieszkiwały 122 osoby, a gęstość zaludnienia wynosiła 17 osób/km². W styczniu 2015 r. Chezelle zamieszkiwało 185 osób, przy gęstości zaludnienia wynoszącej 25,8 osób/km².